# Méthylone
La méthylone (MDMC, βk-MDMA) est un psychotrope psychostimulant qualifié aussi d'entactogène ou empathogène, généralement considéré comme un nouveau produit de synthèse (NPS).

## Chimie
Chimiquement, il s'agit d'une cétone. On parle parfois de bêta-kéto-amphétamine, pour préciser qu'elle possède la structure générale d'une amphétamine, avec une fonction cétone sur le carbone en bêta par rapport à l'atome d'azote.
Elle correspond à la version béta-cétonique de la MDMA (ecstasy), c'est pourquoi on l'appelle parfois βk-MDMA.
On peut aussi la nommer en considérant le squelette de la méthcathinone (bêta-kéto-méthamphétamine) en précisant la présence du pont méthylènedioxy en préfixe, d'où la dénomination de Méthylène-Dioxy-MéthCathinone (MDMC).

## Pharmacologie
La méthylone provoque une libération massive de sérotonine et de dopamine dans le cerveau tout en inhibant la recapture de ces neurotransmetteurs. En comparaison avec la MDMA, l'affinité pour les transporteurs de la sérotonine est trois fois moins importante avec la méthylone, alors que son affinité pour la noradrénaline et la dopamine est identique.
La méthylone est donc moins puissante, et de plus courte durée d'action, que son homologue non bêta-cétonique.

## Effets et conséquences
La méthylone n'étant pas un produit très répandu, peu de recherches ont été effectuées. On ne connaît alors que peu sa toxicité et sa pharmacologie.

### Effets recherchés
- désinhibition;
- sensations d'énergie et de forme (meilleures performances physiques) ;
- coupe-faim (anorexigène) ;
- sensations de bien-être, d'euphorie ;
- sensation d'empathie d'où sa qualification d'empathogène ou d'entactogène ;
- exacerbation des sens (notamment tactile et sensibilité à la musique).

Il arrive que l'expérience soit désagréable, on parle alors de bad trip. [réf. nécessaire]

## Législation
En France, la méthylone est classée comme stupéfiant.
En 2005, certains smartshops néerlandais en vendaient sous le nom d'Explosion. Il s'agissait d'une solution de méthylone conditionnée dans de petits flacons, vendu comme un désodorisant pour l'air factice[réf. nécessaire].